# Копець Пілсудського (Краків)
Копець (курган) Юзефа Пілсудського (пол. Kopiec Józefa Piłsudskiego, пол. Kopiec Niepodległości, Kopiec Wolności, Sowiniec, Kopiec na Sowińcu , пол. Mogiła Mogił  ) — найвищий із п’яти існуючих курганів у Кракові , споруджений на вершині Совінець (найвищого пагорба Хребта Совінець ), розташований у Вольському лісі, в західній частині Кракова в дільниці Звєжинець. Найбільший курган у Польщі.

## Історія
Ініціатором створення кургану був лейтенант Френсіс Суперган. У 1934 році Союз польських легіонерів схвалив ідею зведення кургану-пам’ятника боротьбі нації за незалежність. У Варшаві був створений Комітет з будівництва курганів, який очолив полковник Валерій Славек . Спорудження кургану розпочалося 6 серпня 1934 року, у двадцяту річницю відходу з Кракова 1-ї кадрової роти Легіонів. Автором проекту був Францішек Мончинський, а керівниками робіт інженер пол. Stanisław Kuźmiński, а пізніше інженер пол. Kacper Marchewka.
Після смерті маршала Юзефа Пілсудського було вирішено назвати курган його іменем. Насипання була завершена 9 липня 1937 року. У курган був насипаний ґрунт з усіх полів битв Першої світової війни, де воювали поляки, включно з піком Кшеменюхи. У 1941 році генерал-губернатор Ганс Франк видав наказ про розрівнювання кургану, який не був виконаний .
5 квітня 1938 року на кургані Юзефа Пілсудського в Кракові було покладено землю з острова Граціоза, де загинув пілот-майор Людвік Ідзіковський (її відправив до Польщі місцевий губернатор в урні з циліндра авіаційного двигуна, яку передано до музею на копцю)  .
Після Другої світової війни влада намагалася стерти курган з міського пейзажу та зі свідомості мешканців Кракова. У 1953 році з вершини кургану танком зняли гранітну плиту з вирізьбленим на ній Хрестом Легіону. Тоді був знищений весь схил кургану.
Нагляд за курганом здійснює Комітет з догляду за курганами Юзефа Пілсудського, створений у червні 1980 року. У 1981 році розпочато відновлення кургану. Біля його підніжжя спочивала земля з полів битв Другої світової війни. Курган почали називати пол. Mogiła Mogił.
Внаслідок проливних дощів у 1996 та 1997 роках 65% схилів кургану було розмито (еродовано) та зруйновано. Ремонт кургану тривав 5 років. У 2010 році внаслідок сильних опадів було зруйновано 50-70 м² схилу  .
Навколо кургану розташована найбільша галявина Вольського лісу — Поляна на Совінцю з лавками, навісами, стадіоном і майданчиком розваг .

## Галерея

### Копець та околиці

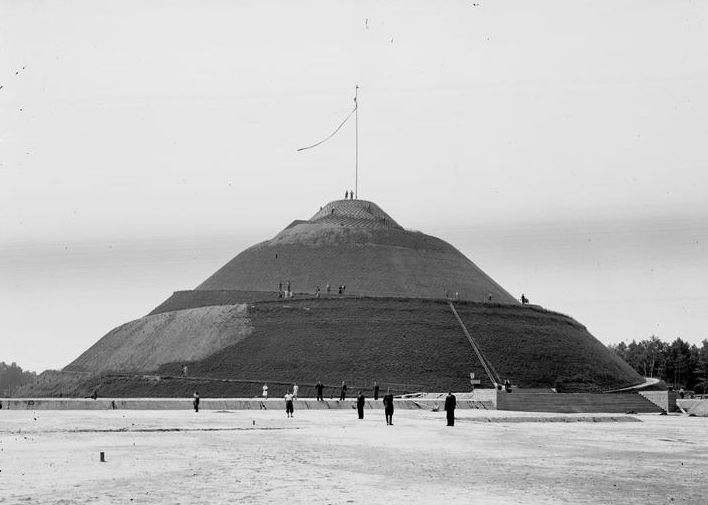
Вигляд копця, 1938
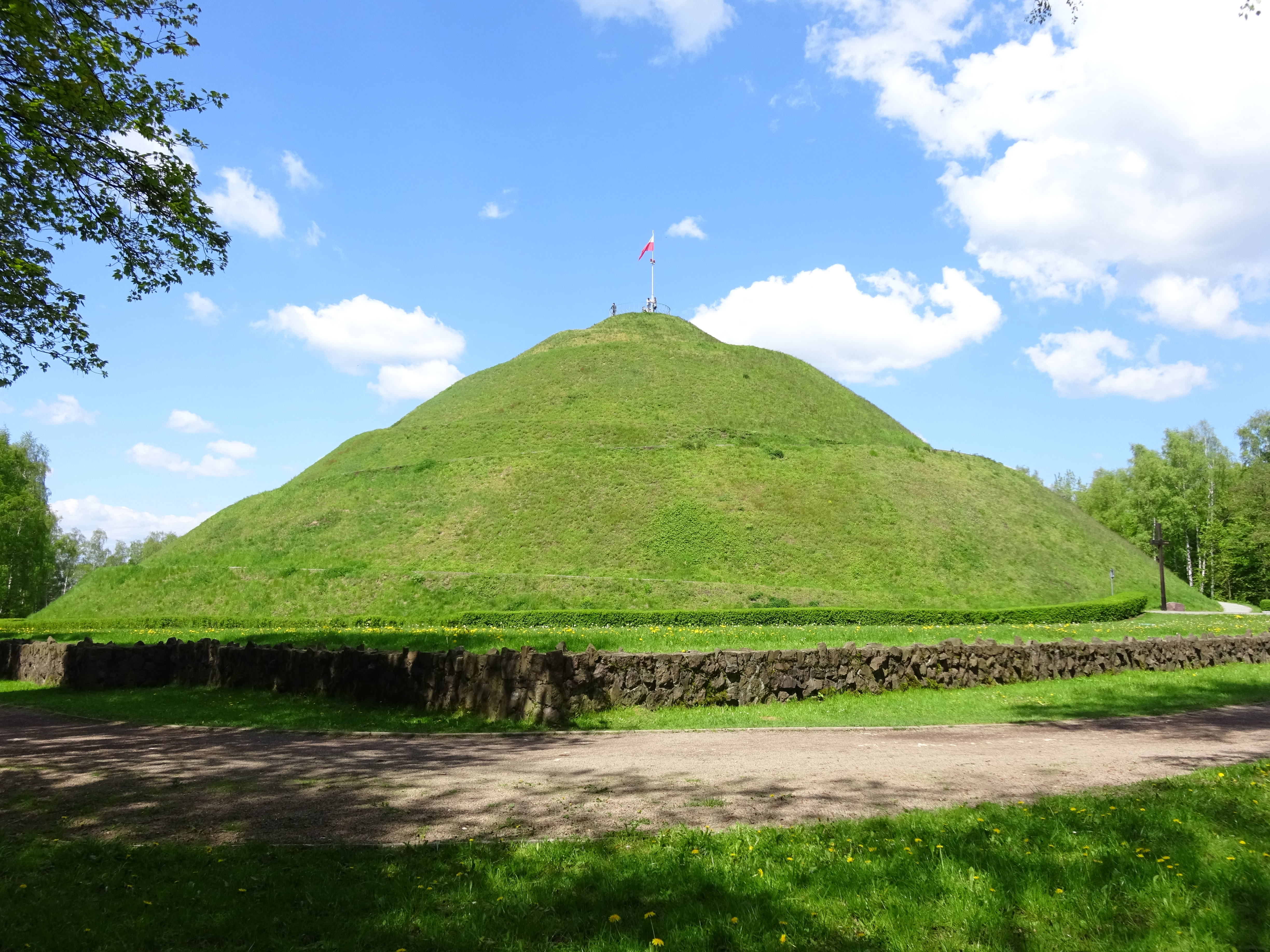
Вигляд на копець Пілсудського зі сходу
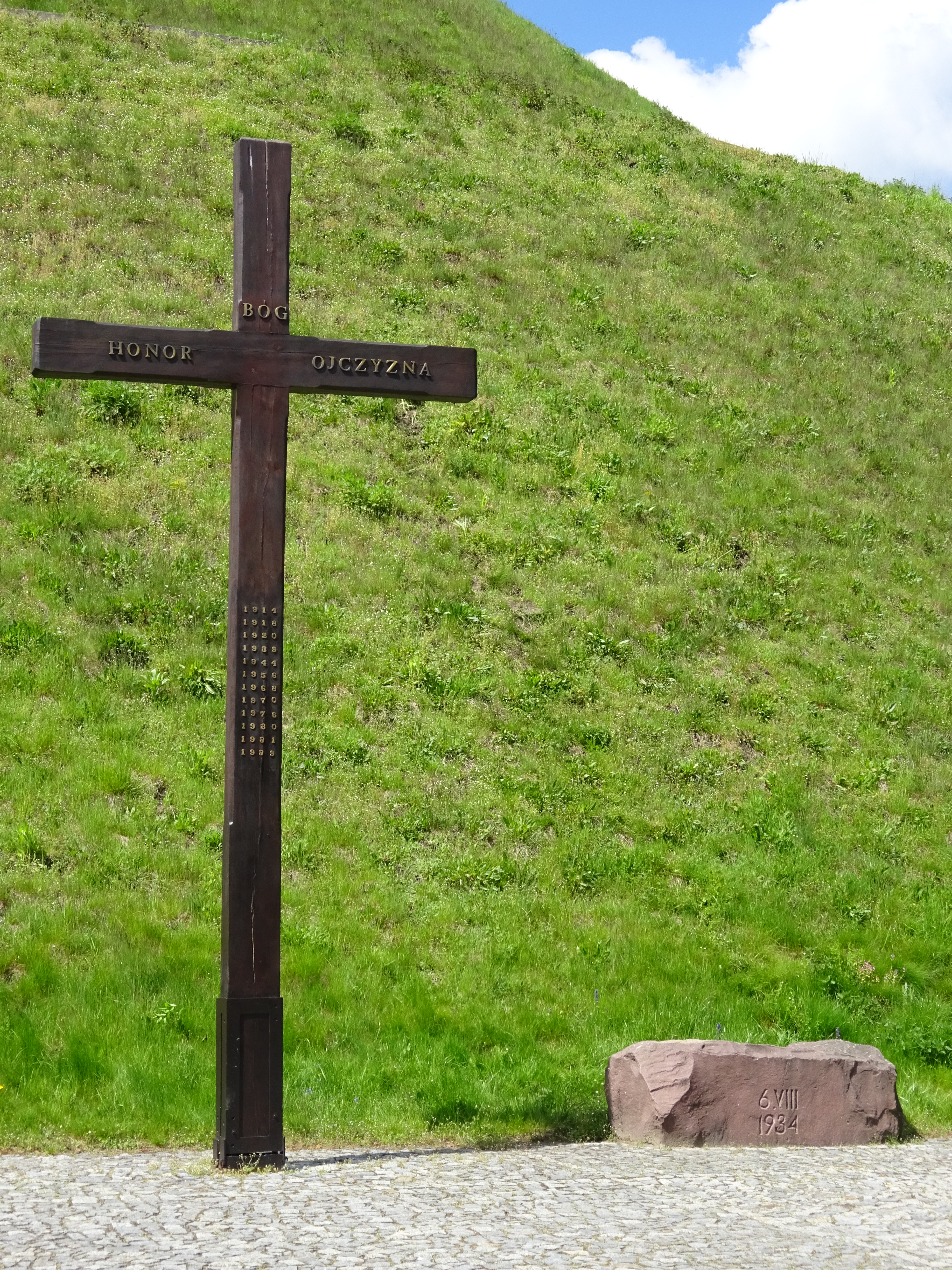
Пам'ятний камінь та Хрест біля входу на копець
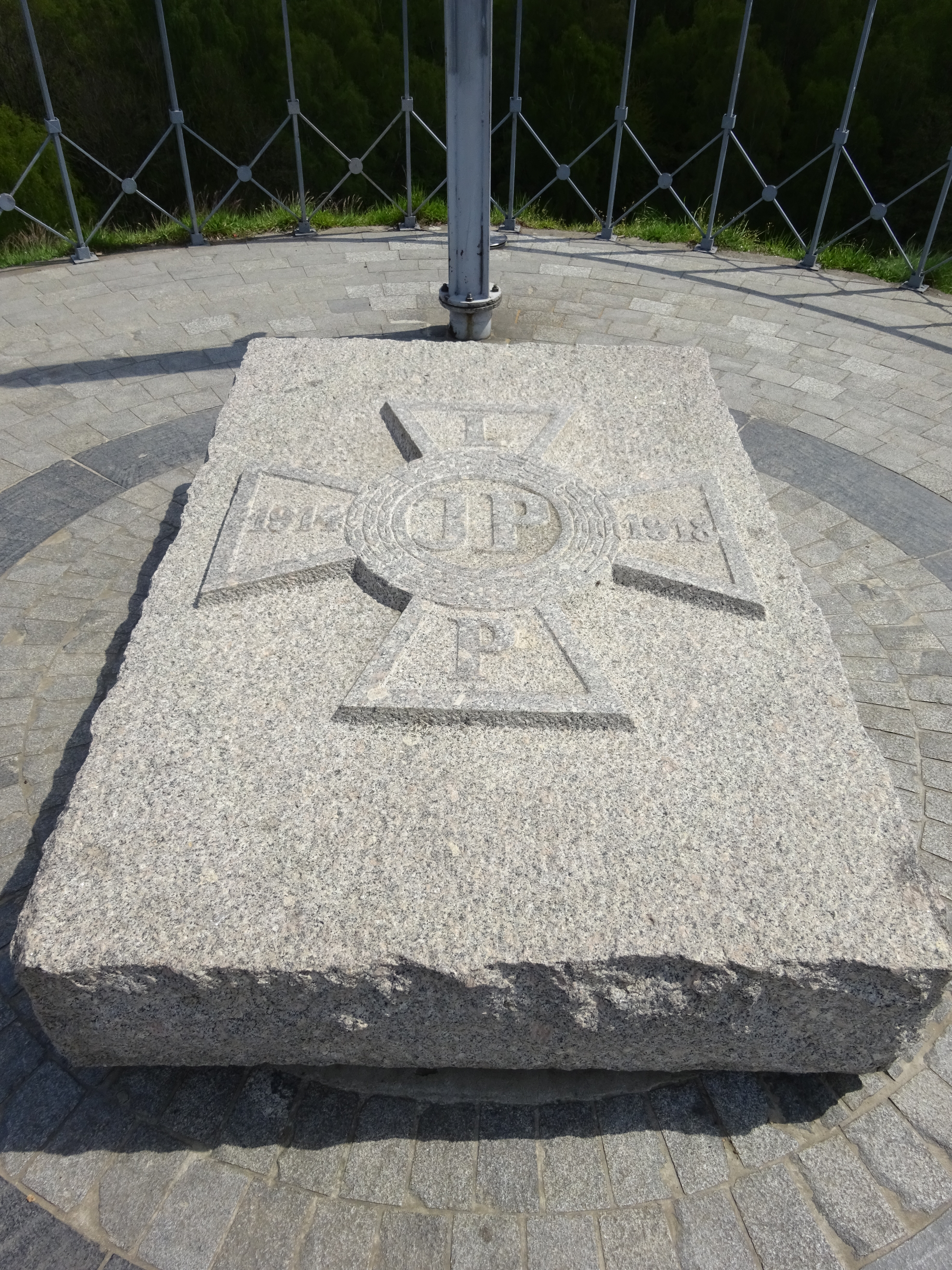
Плита з Хрестом Легіону на вершині копця
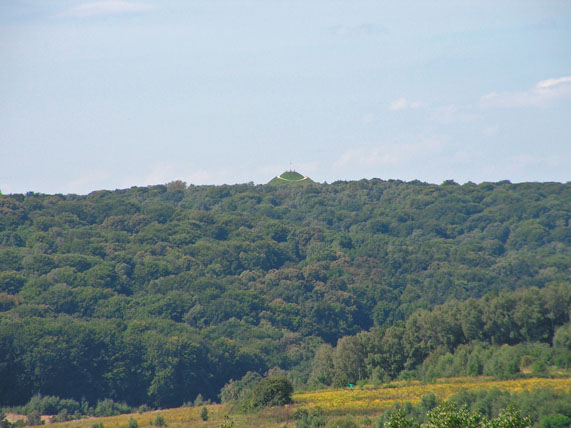
Копець Пілсудського з Копца Костюшка
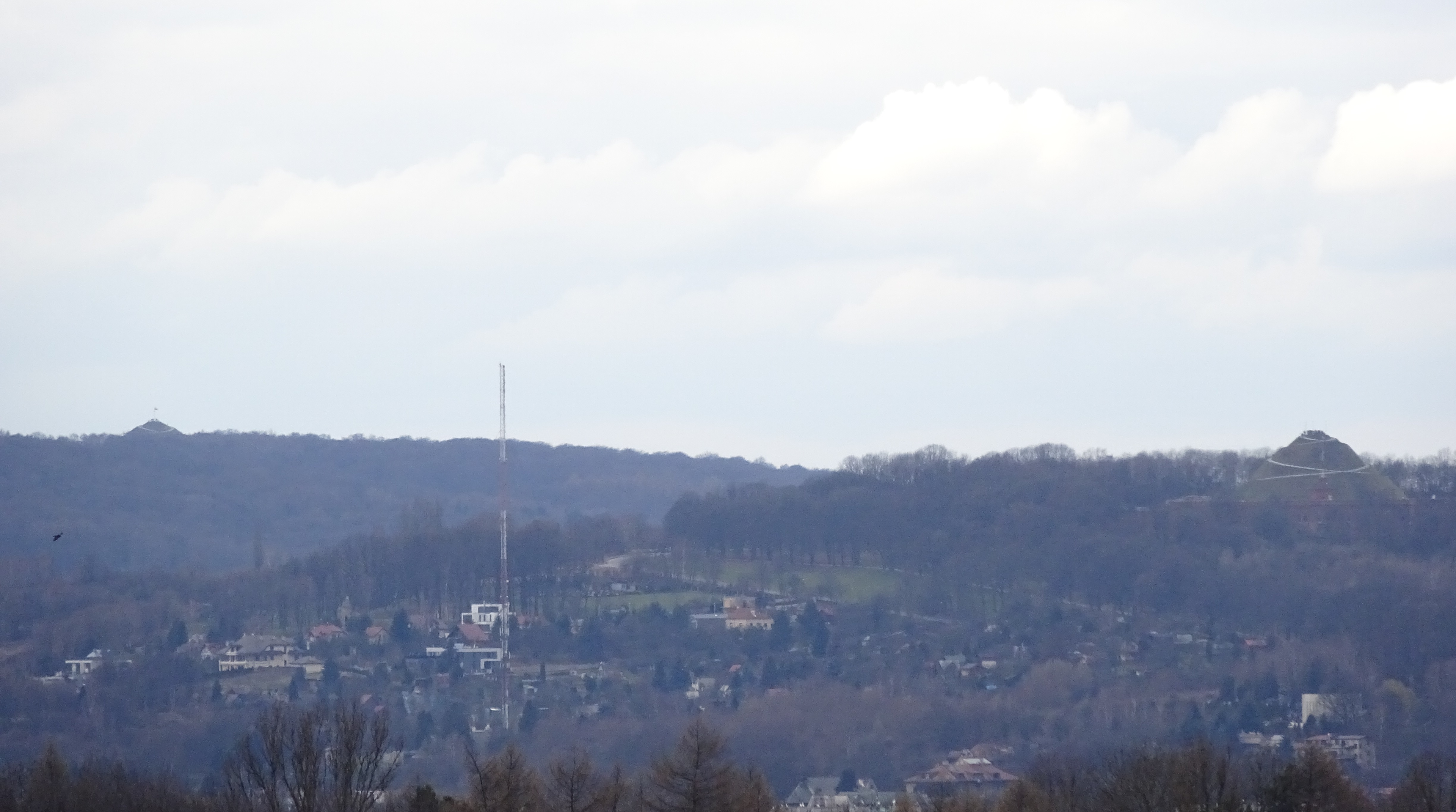
Копець Пілсудського (зліва) та Копець Костюшка (справа) з копця Крака
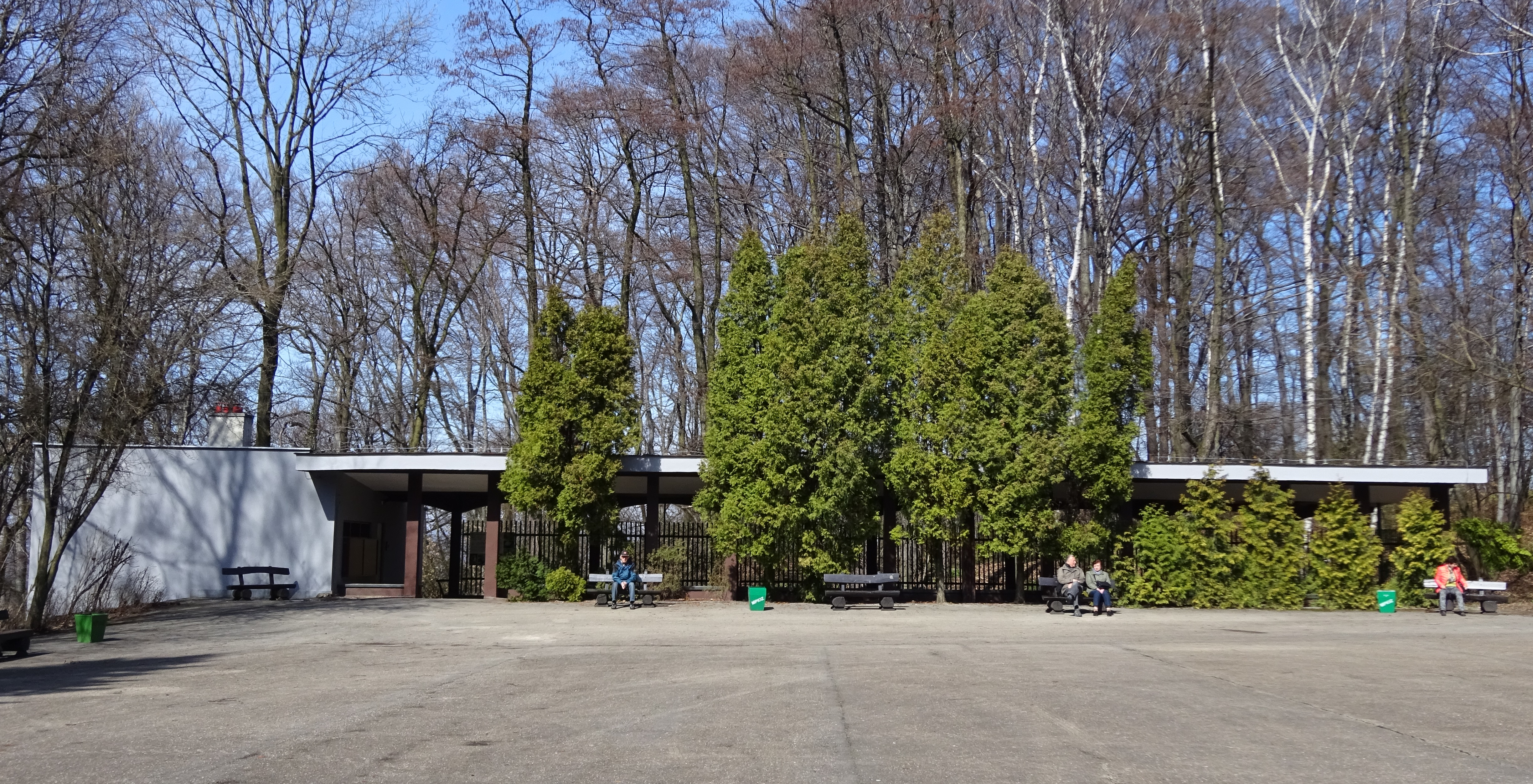
Виставочний павільйон біля копця Пілсудського

### Панорама з кургану

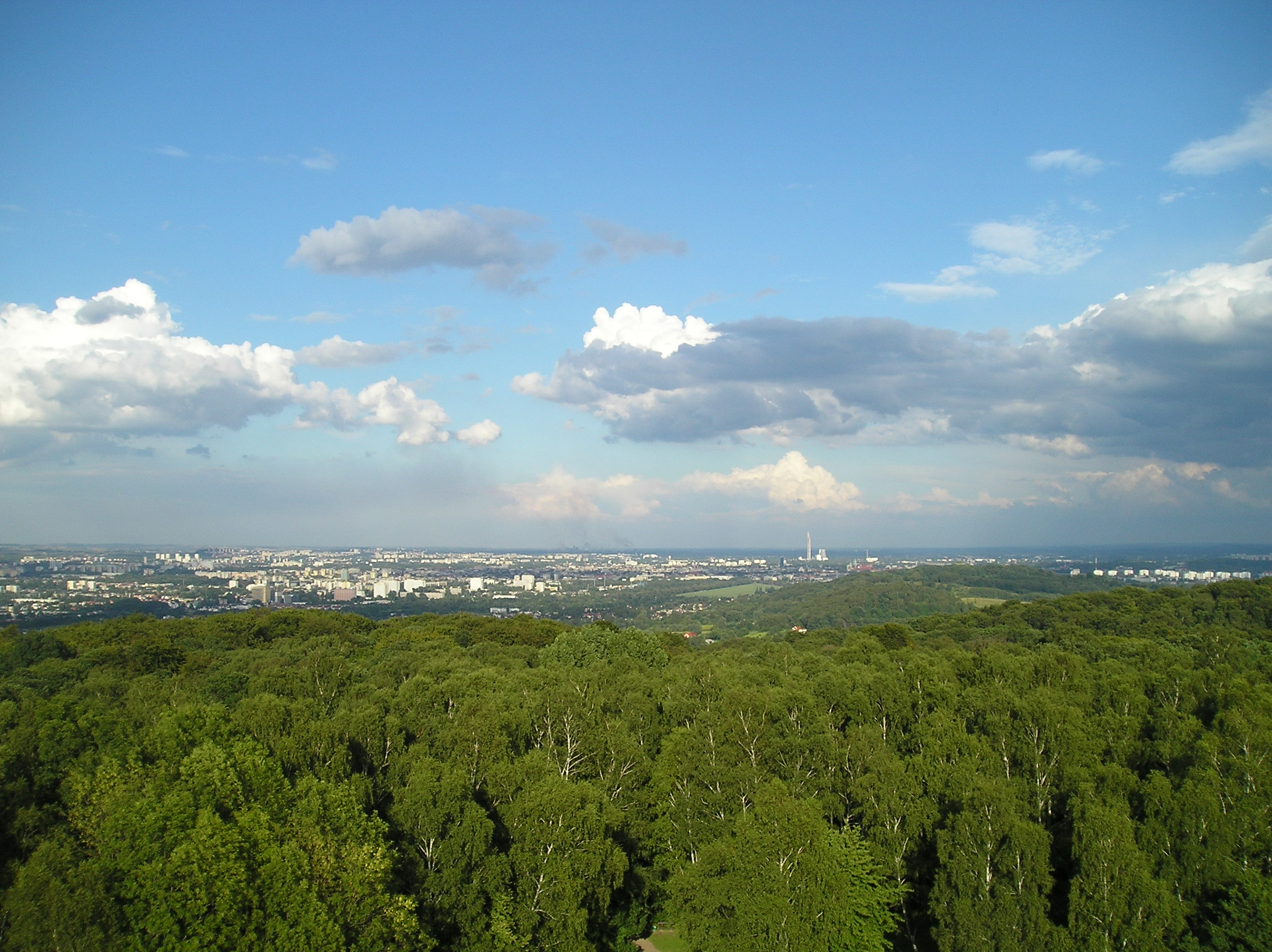
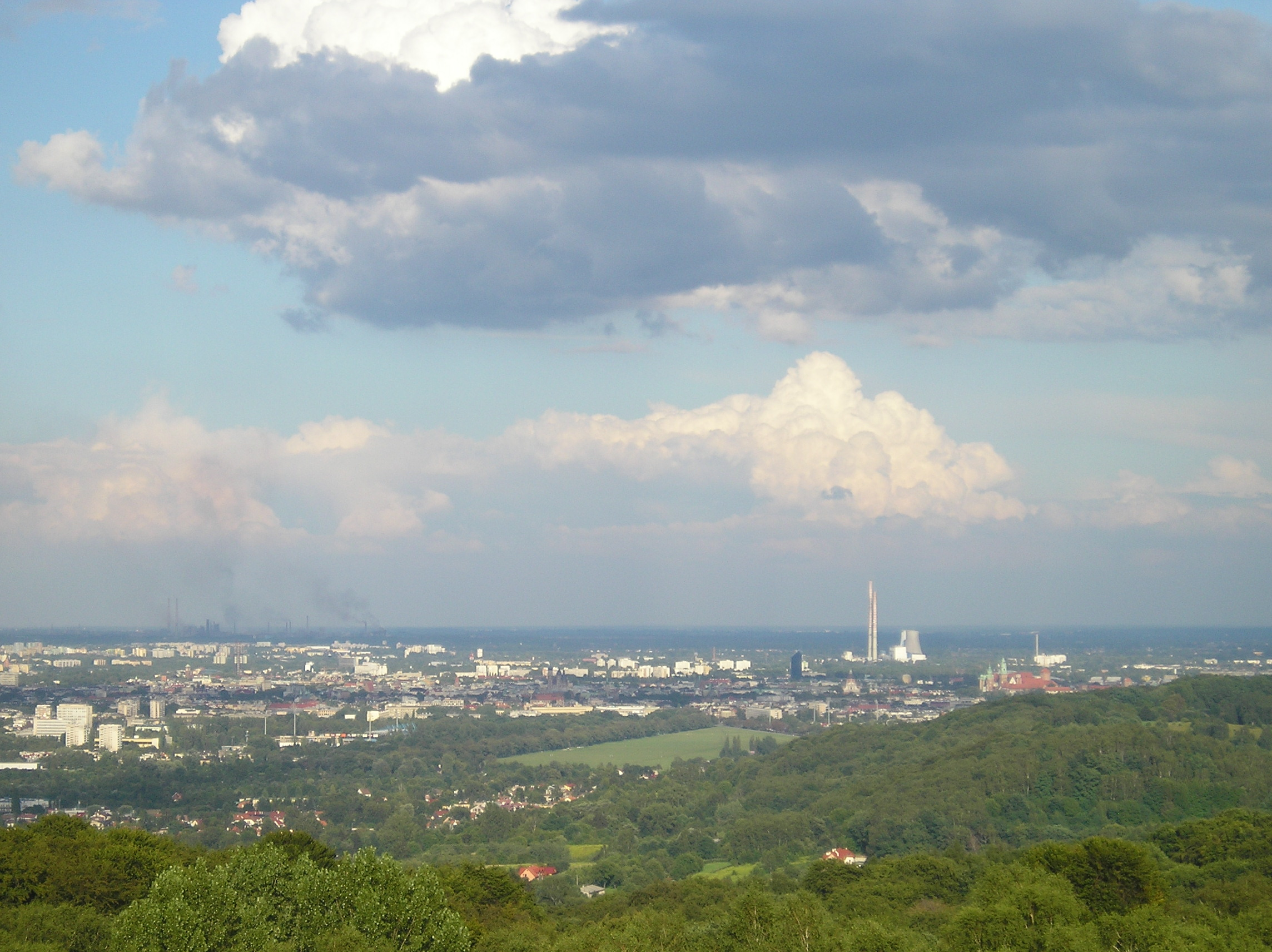
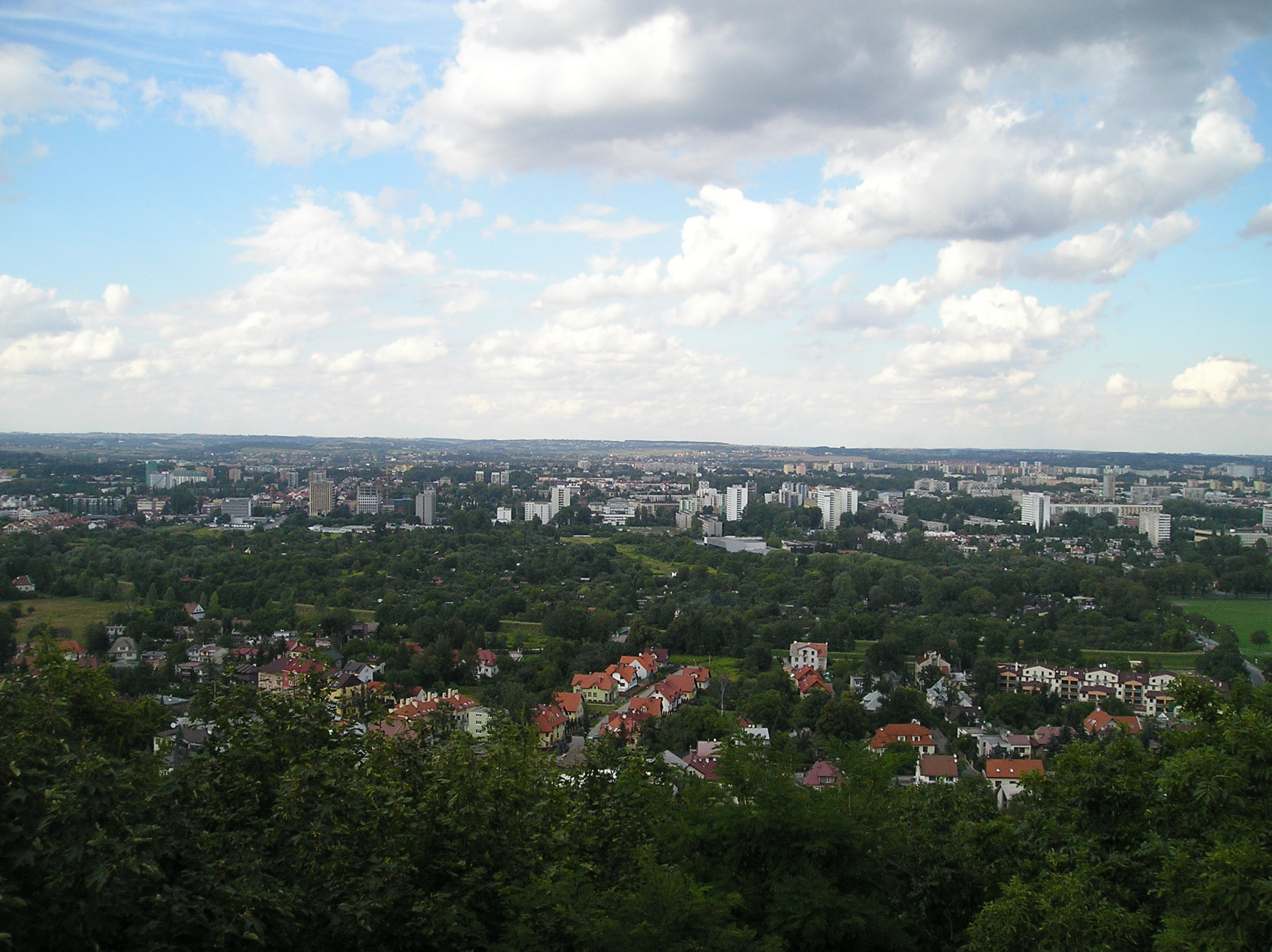
Краків з копця Пілсудського
Татри  з копця Пілсудського
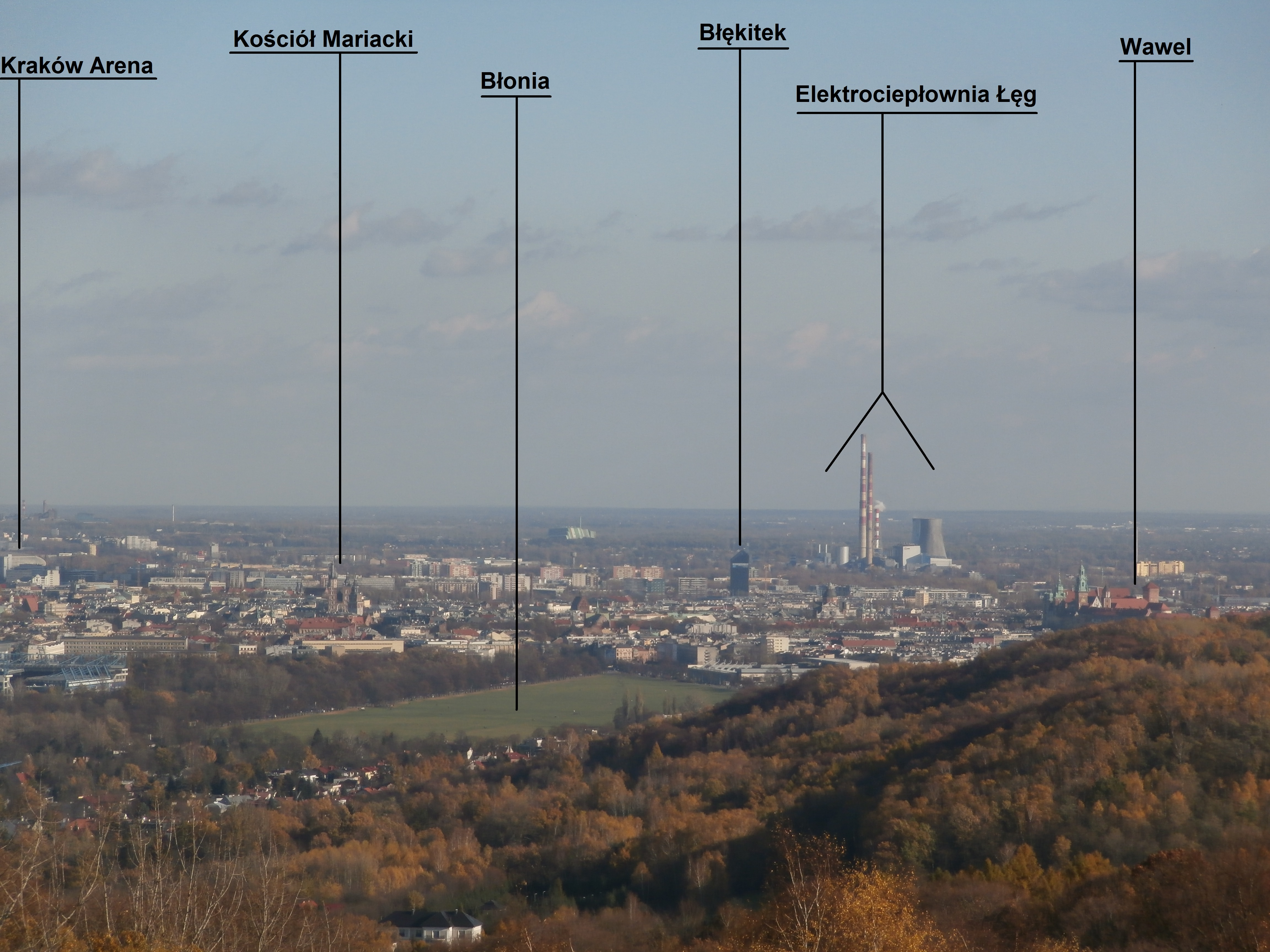
Панорама  з копця Пілсудського

## Розміри
- висота: приблизно 35 м (393,6 м над рівнем моря) )
- діаметр основи: 111 м
- об'єм: 130 тис. м³
- висота пагорба Совінець, на якому він стоїть: 358 м над рівнем моря